# ヘルマン・ペルンシュタイナー
ヘルマン・ペルンシュタイナー（Hermann Pernsteiner, 1990年8月7日 - ）は、オーバーヴァルト出身のオーストリアの自転車競技選手。バーレーン・メリダ所属。

## 主な戦績
出典: 
2016
オーストリア一周 総合6位
2017
ツール・ド・アゼルバイジャン 総合2位
ツアー・オブ・スロベニア 総合6位
2018
グラン・プレミオ・ディ・ルガーノ 優勝